# Pál Gombás
Pál Gombás, auch Paul Gombás (* 5. Juni 1909 in Selegszántó (heutiges Antau, Burgenland, Österreich); † 17. Mai 1971) war ein ungarischer Physiker, der sich mit theoretischer Festkörperphysik, Kernphysik, quantenmechanischer Vielteilchentheorie und Atomphysik befasste. Seine Arbeiten zu Pseudopotentialen und statistischen Atommodellen (speziell Thomas-Fermi-Modell) nahmen Einfluss auf die Entwicklungen der modernen Theoretischen Chemie.

## Leben
Pál Gombás studierte bei Rudolf Ortvay (1885–1945) an der Universität Budapest (Diplom 1932) und war dessen Assistent. Er war ab 1939 Professor an der Universität Szeged und 1941 in Klausenburg (Cluj). Ab 1944 war er Professor für Physik an der TU Budapest und unterrichtete in den 1940er Jahren auch an der ETH Zürich. 1947/48 folgte er Szent-György in die USA, konnte dort aber nicht Fuß fassen und kehrte zurück. 1946 wurde er Mitglied der Ungarischen Akademie der Wissenschaften und 1948 bis 1958 deren Vizepräsident. 1954 wurde er Leiter der Theoretischen Physik bei der Akademie der Wissenschaften.
Gombás veröffentlichte über 130 Aufsätze und 12 Bücher (darunter postum ein zweibändiges Handbuch der theoretischen Physik und ein Physik Lehrbuch für Ingenieure). Zweimal erhielt er den Kossuth-Preis in Gold; er starb durch Suizid.

## Schriften
- Statistische Theorie des Atoms und ihre Anwendung, Springer Verlag 1949[6]
- Theorie und Lösungsmethoden des Mehrteilchenproblems der Wellenmechanik, Springer Basel 1950, ursprünglich Birkhäuser Verlag Basel[7][8]
- Statistische Behandlung des Atoms, Handbuch der Physik, Band 36, 1956
- mit D. Kisdi: Einführung in die Quantenmechanik und ihre Anwendungen, Springer Verlag 1970[9]
  - Englische Übersetzung: Wave mechanics and its applications, Pergamon 1973
- mit T. Szondy: Solutions of the simplified self-consistent field for all atoms of the periodic system of elements from Z=2 to Z=92. Lösungen des Vereinfachten self-consistent Field für alle Atome des periodischen Systems der Elemente von Z=2 bis Z=92, Adam Hilger 1970
- Pseudopotentiale, Springer Verlag 1967[10]